# Садовень Олена Олексіївна
Оле́на Олексі́ївна Садо́вень (рос. Садовень Елена Алексеевна; англ. Hélène Sadoven; 21 травня 1894, Київ — 13 вересня 1978, Париж) — російська і українська співачка (мецо-сопрано і контральто), піаністка, педагог, діяч культури. Дочка українського науковця і педагога Олексія Садовеня.

## Життєпис
Народилась 21 травня 1894 (за іншими даними 1892 року) в Києві (за іншими даними — у Фінляндії) в родині науковця і педагога Олексія Садовеня, який 1917—1918 років був ректором Київського університету.
Гри на фортепіано навчалась у Київському музичному училищі ІРМТ, яке закінчила з відзнакою (на випускному іспиті її прослухав С. Рахманінов і похвалив за гру). Співу також навчалася в цьому училищі (до 1910 року — у класі М. Петца).
Закінчила Санкт-Петербурзьку консерваторію по класу рояля (1912—1917), уроки вокалу брала в Н. Ірецької.
З 1916 — солістка Большого театру в Москві.
1917—1918 — солістка Маріїнського театру.
З 1918 року працювала в Україні, де співала на сценах Київської та Одеської опер.
1920 року Олена Олексіївна переїхала до Парижа і її відразу запросили на прем'єру опери «Мавра» Стравінського (червень 1922).
В «Гранд-Опера» вона співала Амнеріс в «Аїді» Верді (1922), Марину в «Борисі Годунові» Мусоргського (1923, 1924, 1925), Далілу в «Самсоні й Далілі» Сен-Санса.
1922 вперше виступила на сцені «Ла Скала». 1924, 1928 років виступала на сцені Берлінської опери, а також 1928 року — у Лейпцигу.
В «Гранд-Опера» 1926 року брала участь у прем'єрі опери «Сказання про невидимий град Кітеж» М. Римського-Корсакова.
23 серпня 1931 виступала в «Опера-комік» (партія Дульсінеї в «Дон-Кіхоті» Ж. Массне).
У грудні 1932 року здійснила велике турне по Франції, виступала, зокрема в таких містах, як Страсбург, Ліон, Марсель, Бордо.
Виступала Олена Олексіївна також у складі «Російської опери» в Парижі.
Пішла з життя 13 вересня 1978 року в Парижі. Похована на кладовищі Тьє.

## Партії
- Йокаста (Едіп)
- Матір (Мавра)
- Амнеріс (Аїда)
- Марина (Борис Годунов)
- Даліла (Самсон і Даліла)
- Дульсінея (Дон-Кіхот)